# Moldauische Badmintonmeisterschaft 2019
Die Moldauische Badmintonmeisterschaft 2019 fand vom 15. bis zum 17. November 2019 in Chișinău statt.

## Medaillengewinner
| Disziplin    | Gold                           | Silber                             | Bronze                     |
| ------------ | ------------------------------ | ---------------------------------- | -------------------------- |
| Herreneinzel | Maxim Karpenko                 | Alexandr Morari                    | Peter Kunev                |
| Dameneinzel  | Vlada Ginga                    | Paola Ginga                        | Ecaterina Gandziura        |
| Herrendoppel | Maxim Karpenko Alexandr Morari | Dumitru Dmitriev Peter Kunev       | Artur Trosin Igor Uscov    |
| Damendoppel  | Paola Ginga Vlada Ginga        | Ecaterina Fedotcenсo Evgenia Rosca | Dariana Kuneva Xenia Gutu  |
| Mixed        | Alexandr Morari Vlada Ginga    | Maxim Karpenko Evgenia Rosca       | Peter Kunev Dariana Kuneva |